# George Suckley

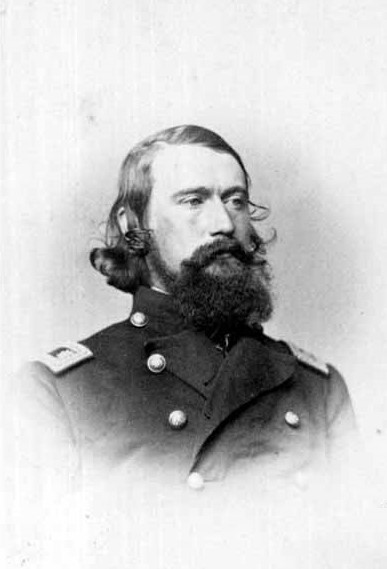
George Suckley (1830–1869)

George Suckley (* 30. September 1830 in New York City; † 30. Juli 1869 ebenda) war ein US-amerikanischer Chirurg und Naturforscher.

## Leben und Wirken
Sein Vater John Lang Suckley (1798–1836) heiratete im August 1828 Maria Luisa Hart. Die Doktorarbeit seines Vaters trug den Titel Secretion the Source of Pleasurable Sensations. George wurde als älteste Sohn in der Bleeker street geboren und hatte zwei Brüder namens John Hart Suckley und David Suckley. Sein Vater schloss 1819 das Columbia College ab. Wie der Vater besuchte George das College of Physicians and Surgeons um Medizin zu studieren. Während der Vater sein Studium 1823 dort abschloss, folgte George seinem Vorbild und dem Abschluss im Jahr 1851.
Nach dem frühen Tod seines Vaters wuchs George Suckley bei einem Onkel und einer Tante auf. Diese ließen ihm mit Hilfe von Privatlehrern eine solide Bildung zukommen, die ihm in seinem weiteren Leben gute Chancen eröffneten. 1848 begann er sein Medizinstudium unter John Watson (1807–1863). Nachdem er 1860 auf den Stationen des New York Hospitals verbracht hatte, wurde er am 3. Mai 1862 dort zum Chirurgen ernannt, eine Position, die er ein Jahr lang innehatte.
Im Frühjahr 1853, als er erstmals im Krankenhaus arbeitete, bestand Suckley eine Prüfung, die ihn die Stelle eines stellvertretenden Oberarztes einbrachte. In dieser Zeit stellte Isaac Ingalls Stevens (1818–1862) eine Expedition zur Erforschung der Territorien von Washington und Oregon zusammen. Suckley wurde eine Position als Chirurg und Naturforscher angeboten, die er schließlich annahm. So verließ er das Krankenhaus im April 1853 und trat zu seiner ersten Reise durch den Kontinent an.
Wie ernst er die Aufgabe nahm und wie akkurat er arbeitete, zeigte sich in seinem Werk The natural history of Washington territory and Oregon, with much relating to Minnesota, Nebraska, Kansas, Utah, and California. between the thirty-sixth and forty-ninth parallels of latitude, being those parts of the final reports on the survey of the Northern Pacific Railroad route, relating to the natural history of the regions explored, with full catalogues and descriptions of the plants and animals collected from 1853 to 1860 aus dem Jahr 1860, in dem er mit Wissenschaftlern wie James Graham Cooper, Spencer Fullerton Baird, Charles Frédéric Girard, George Gibbs, Robert Kennicott, John Torrey, Asa Gray, John Cassin, George Newbold Lawrence, John Lawrence Le Conte und William Cooper zusammenarbeitete. James Graham Cooper arbeitete eng mit Suckley bei der Publikation zusammen.
Am Anfang seines Auftrags war er 1854 im Fort Steilacoom beim Puget Sound stationiert. Zu dieser Zeit war Franklin Pierce der Präsident der Vereinigten Staaten und Jefferson Davis dessen Kriegsminister. Im Fort erlernte er die Sprache der Nisqually. Durch seine einfühlsame Art erlangte er bald die Wertschätzung der örtlichen Indianer und weißen Mitbürger.
Vom Fort Steiacoom wurde er nach Fort Dalles in Oregon beordert. Dort blieb er bis 3. Oktober 1856, ehe er sein Amt niederlegte und nach Kalifornien aufbrach. Von dort aus reiste er über China und Indien und das Rote Meer nach Europa. Dort besuchte Suckley verschiedene Krankenhäuser und machte einen kurzen Zwischenstopp in Deutschland, um Ichthyologie zu studieren. Später war er Schüler von Auguste Nélaton und Philippe Ricord in Paris. Im Mai 1858 wurde er zum aktiven Mitglied der American Medical Society von Paris gewählt. Im Sommer 1858 kehrte er in die Vereinigten Staaten zurück und publizierte nach seiner Ankunft im The New York Journal of Medicine einen Artikel über die Krankenhäuser von Paris.
Nach einer kurzen Studienzeit bestand er im April 1859 erneut eine Prüfung für die Armee. Noch während er auf seinen neuen Auftrag wartete, schloss er sich den Truppen von Albert Sidney Johnston an und ging nach Utah. Hier drohte der Utah-Krieg mit den Mormonen. Bei den Unruhen leistete er gute Dienste und musste viele Entbehrungen in Kauf nehmen. Besonders strapaziös wurde dabei eine Reise von Utah nach Kalifornien durch ein Wüstengebiet.
Von Kalifornien zog er weiter nach Oregon. Hier sollte er seinen zweiten Auftrag von der Armee erhalten. Suckley lehnte diesen ab und kehrte nach New York City zurück, um sich mit Studien zur Naturgeschichte zu beschäftigen. Es waren insbesondere die Lachsfische, über die er einige Artikel publizierte. Des Weiteren verfasste er ein Manuskript mit zwanzig Zeichnungen, das aber erst postum im Jahr 1874 veröffentlicht wurde.
Am 5. März 1861 wurde er zum klinischen Registrar des New York Hospitals ernannt. Suckley hatte gerade mit einer ausführlichen Überprüfung seiner wichtigsten Fälle begonnen, als sich ihm mit Beginn des Sezessionskriegs ein neues und attraktiveres Fachgebiet bot. Er meldete sich freiwillig und wurde am 3. August 1861 zum Brigadechirurgen unter Brigadegeneral Philip Kearny ernannt. Am 5. Februar 1862 wurde er auf eigenen Wunsch vom Dienst entbunden und diente unter Frederick William Lander als medizinischer Direktor. Nach dem Tod Landers am 2. März 1862 diente er unter John Charles Frémont als medizinischer Direktor im Mountain Department. Am 2. Juli wurde Suckley ins Korps der freiwilligen Chirurgen versetzt. Ab 20. Februar 1862 diente er als medizinischer Direktor des XI. Korps. Hier geriet er bei der Schlacht bei Chancellorsville in Gefangenschaft.
Am 8. Juli 1863 wurde er zum Sanitätsdirektor der Truppen in und um Baltimore und Sanitätsinspektor des 8. Armeekorps unter dem Kommando von Robert Cumming Schenck ernannt. Hier diente er bis 26. April 1864 und wechselte zum XVIII. Korps unter William Farrar Smith. Smith wurde ein guter Freund von Suckley. So nahm Suckley an den Schlachten von Cold Harbor, um Richmond und Petersburg teil. Es folgte eine Position als medizinischen Inspektors der Departements Virginia und North Carolina. Am 28. Januar 1865 legte er auch dieses Amt nieder und schloss sich als medizinische Leitung der Army of the James an. Diese Position hatte er bis zum Ende des Sezessionskriegs inne.
Am 9. April 1865, nach der Kapitulation durch Robert Edward Lee, erklärte Suckley seinen Rücktritt aus dem Militär. Das Rücktrittsgesuch wurde am 22. April 1865 angenommen. In diesem Zuge wurde er am 15. August 1865 zum Oberstleutnant und zum Oberst der Freiwilligen ernannt. Für seinen langjährigen Dienst wurde Suckley nur mit unbedeutenden Anerkennungen ausgezeichnet.
Am Ende seiner Militärkarriere litt Suckley stark unter Malariaschüben. Als eine Nephropathie dazukam führte dies zu seinem unmittelbaren Tod. Suckley verstarb bei seinem Onkel Rutsen Suckley in der 103 St. Mark's Place. Er wurde auf eigenen Wunsch am Green-Wood Cemetery neben seinem Bruder begraben.

## Erstbeschreibungen von George Suckley
George Suckley hat einige Gattungen, Arten und Unterarten als Erstautor beschrieben.

### Gattungen
Zu den Gattungen die Suckley beschrieben hat, gehören chronologisch:
- Pazifische Lachse Oncorhynchus Suckley, 1861

### Arten
Zu den Arten gehören chronologisch u. a.:
- Stierforelle (Salvelinus confluentus (Suckley, 1859))

### Unterarten
Zu den Unterarten gehören chronologisch u. a.:
- Schweifhuhn (Tympanuchus phasianellus kennicotti (Suckley, 1861))
- Cutthroat-Forellen-Unterart (Oncorhynchus clarkii utah (Suckley, 1874))

### Synonyme
Einige der Namen, die er neu eingeführt hatte, gelten heute als Synonyme. Hierzu gehören chronologisch u. a.:
- Salmo canis Suckley, 1859 ein Synonym für den Ketalachs (Oncorhynchus keta (Walbaum, 1792))
- Salmo gibber Suckley, 1859 ein Synonym für den Buckellachs (Oncorhynchus gorbuscha (Walbaum, 1792))
- Salmo gibbsii Suckley, 1859 ein Synonym für die Regenbogenforelle (Oncorhynchus mykiss (Walbaum, 1792))
- Salmo truncatus Suckley, 1859  ebenso ein Synonym für die Regenbogenforelle

## Dedikationsnamen
Robert Ridgway benannte 1874 die Merlin-Unterart Falco columbarius suckleyi zu seinen Ehren.
Charles Frédéric Girard widmete ihm 1855 den wissenschaftlichen Namen des Pazifischen Dornhais (Squalus suckleyi). John Wynantz Greene beschrieb 1860 die Hummeln-Art Bombus suckleyi, die er zu seinen Ehren benannte.
Asa Gray führte 1876 die Gattung Suckleya aus der Familie der Fuchsschwanzgewächse ein. Die Gattung wurde für die von John Torreyon 1860 beschriebene Art Obione suckleyana eingeführt, die heute als Suckleya suckleyana (Torr.) Rydb. geführt wird. Im gleichen Text führte Torreyon Endolepis suckleyi als neue Art ein, die heute unter den Fuchsschwanzgewächsen mit dem Namen Atriplex suckleyi (Torr.) Rydb. bekannt ist.

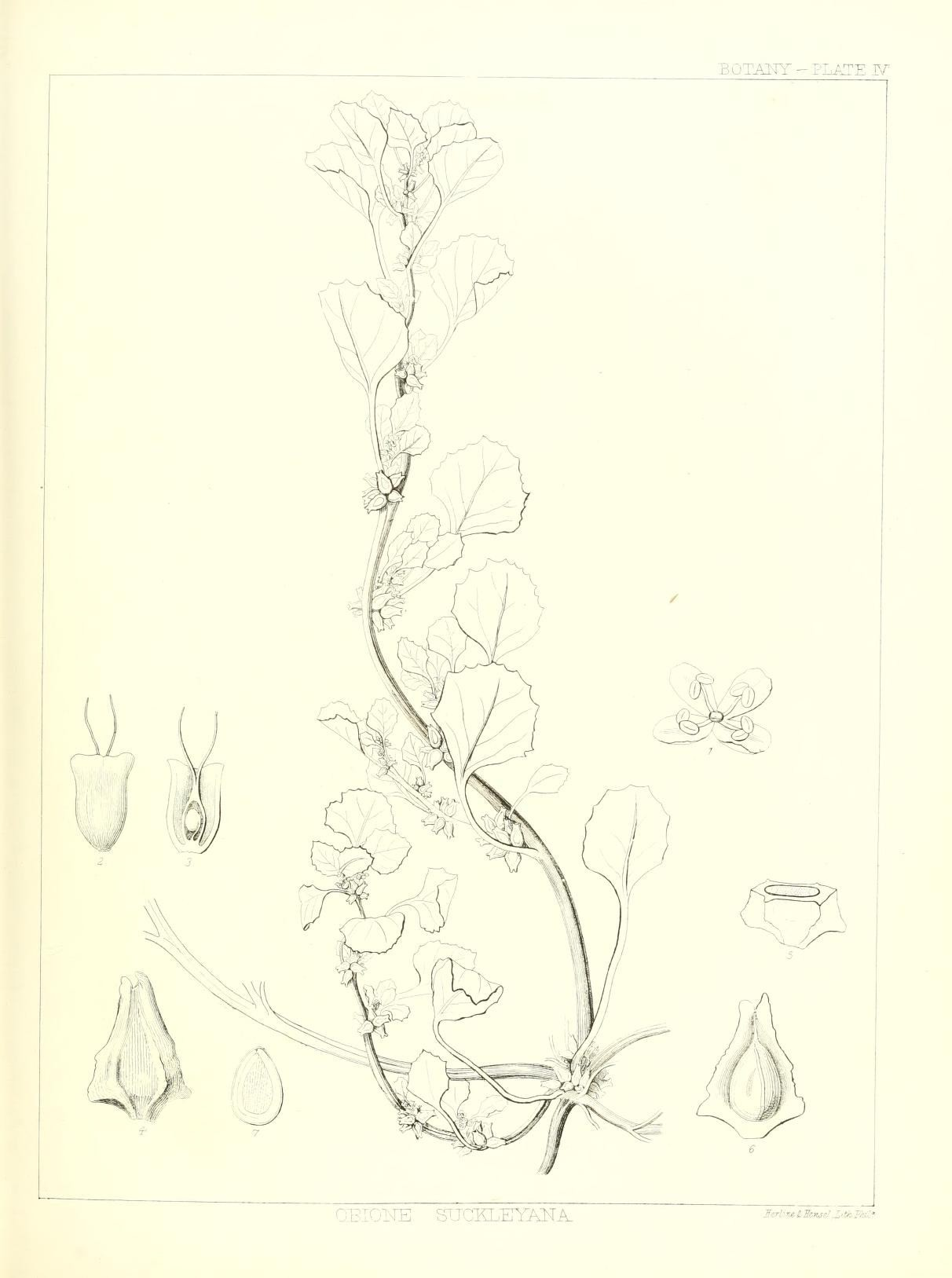
Illustration von Suckleya suckleyana als Teil der Erstbeschreibung
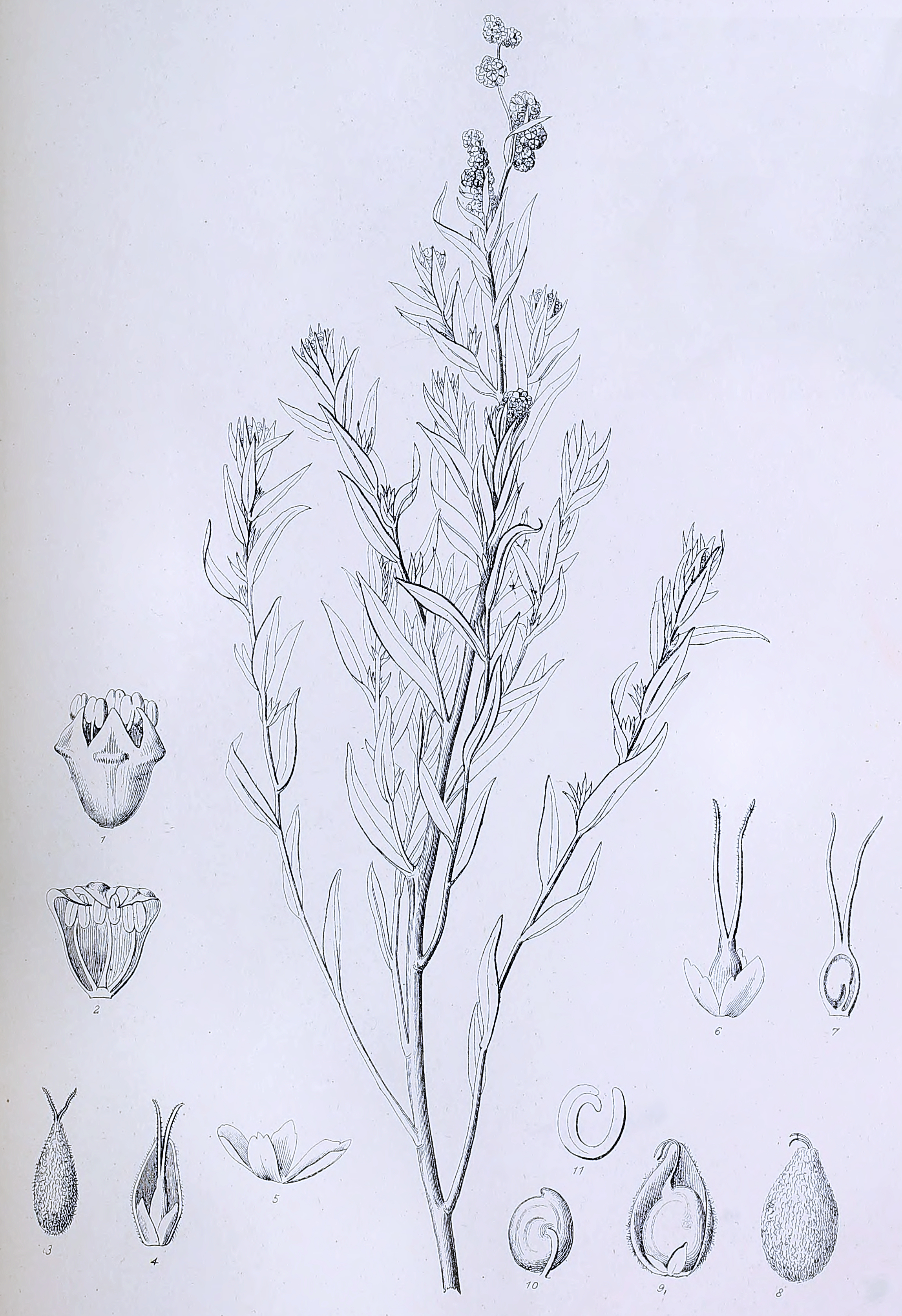
Illustration Atriplex suckleyana als Teil der Erstbeschreibung

Cerorhinca suckleyi Cassin, 1858 wird heute als Synonym zum Nashornalk (Cerorhinca monocerata (Pallas 1811)), Laurus suckleyi Lawrence, 1858 als Synonym für die Kurzschnabel-Sturmmöwe (Larus brachyrhynchus Richardson, 1831), Sorex suckleyi Baird, SF 1857 als Synonym für die Wanderspitzmaus (Sorex vagrans Baird, SF 1857), Sciurus suckleyi Baird, SF 1855 als Synonym zum Richardson-Ziesel (Urocitellus richardsonii (Sabine, 1822)) und Catostomus sucklii  Girard 1856 als Synonym für den Weißen Saugkarpfen (Catostomus commersonii (Lacepède, 1803)), betrachtet.

## Publikationen (Auswahl)
- On Matters of Novelty of General Interest, as at present exhibited in the Practive of Hospitals of Paris. In: The New York Journal of Medicine. Band 5, 1858, S. 21–32 (google.de).
- Descriptions of several new species of Salmonidæ, from the North-West coast of America. In: Annals of the Lyceum of Natural History of New York. Band 7, 1859, S. 1–10 (englisch, biodiversitylibrary.org – 1862).
- mit James Graham Cooper, Spencer Fullerton Baird, Charles Frédéric Girard, George Gibbs, Robert Kennicott, John Torrey, Asa Gray, John Cassin, George Newbold Lawrence, John Lawrence Le Conte, William Cooper: The natural history of Washington territory and Oregon, with much relating to Minnesota, Nebraska, Kansas, Utah, and California. between the thirty-sixth and forty-ninth parallels of latitude, being those parts of the final reports on the survey of the Northern Pacific Railroad route, relating to the natural history of the regions explored, with full catalogues and descriptions of the plants and animals collected from 1853 to 1860. Baillière brothers, New York 1860 (biodiversitylibrary.org).
- Notices of certain New Species of North American Salmonidæ, chiefly in the Collection of the  N. W. Boundary Commission, in charge of Archibald Campbell, Esq., Commissioner of the United States, collected by Doctor C. B. R. Kennerly, Naturalist to the Commission. In: Annals of the Lyceum of Natural History of New York. Band 7, 1861, S. 306–313 (englisch, biodiversitylibrary.org – 1862).
- Description of a new species of North American Grouse. In: Proceedings of the Academy of Natural Sciences of Philadelphia. Band 13, 1862, S. 361–363 (englisch, biodiversitylibrary.org – 1861).
- in Spencer Fullerton Baird: On the North American Species of Salmon and Trout in Report of the Commissioner for 1872 and 1873. Nr. 2. Government Printing Office, Washington 1874, S. 91–160 (biodiversitylibrary.org).